# Туомас Тарккі
Туомас Тарккі (фін. Tuomas Tarkki; 28 лютого 1980, м. Раума, Фінляндія) — фінський хокеїст, воротар.
Вихованець хокейної школи «Лукко» (Раума). Виступав за Північномічиганський університет (NCAA), «Гвіннетт Гладіаторс» (ECHL), «Чикаго Вулвз» (АХЛ), «Кярпят» (Оулу), «Гоккі» (Каяані), МОДО, «Нафтохімік» (Нижньокамськ), ЮІП (Ювяскюля) та «Млада-Болеслав».
У складі національної збірної Фінляндії учасник EHT 2008.
Брат: Ійро Тарккі.
Досягнення
- Чемпіон Фінляндії (2007, 2008), срібний призер (2009).